# Alfred Vreven
Alfred (Freddy) Vreven (ur. 24 marca 1937 w Sint-Truiden, zm. 15 czerwca 2000 w Jette) – belgijski i flamandzki polityk oraz prawnik, deputowany, w latach 1981–1985 minister obrony.

## Życiorys
Syn polityka Raoula Vrevena. Ukończył studia prawnicze, uzyskał uprawnienia notariusza. Podjął praktykę w tym zawodzie w rodzinnej miejscowości. Działał w Partii na rzecz Wolności i Postępu, ugrupowaniu flamandzkich liberałów. W latach 1970–1971 i 1974–1997 był posłem do federalnej Izby Reprezentantów. Zasiadał także w Cultuurraad, a następnie w nowo powołanej nowo powołanej Radzie Flamandzkiej. Od grudnia 1981 do października 1985 sprawował urząd ministra obrony w piątym rządzie Wilfrieda Martensa.